# 矢岳高原ベルトンオートキャンプ場
矢岳高原ベルトンオートキャンプ場（やたけこうげんベルトンオートキャンプじょう）は、宮崎県えびの市にあるオートキャンプ場。
サイト数は48区画（全てオートサイト）となっている。

## 概要
宮崎県えびの市北西部から熊本県人吉市にかけて広がる矢岳山（739m）付近の矢岳高原にある。